# Taking Back Sunday (álbum)
Taking Back Sunday es el quinto álbum de la banda de rock alternativo Taking Back Sunday, fue lanzado el 22 de junio de 2011 en Warner Bros. Records y Sire Records. Después de regresar a casa después de recorrer elfestival Soundwave en febrero y marzo de 2010, el guitarrista Matthew Fazzi y el bajista Matthew Rubano abandonaron el grupo. Fueron reemplazados por el guitarrista John Nolan y el bajista Shaun Cooper, ambos miembros originales de la banda. Más tarde en marzo, la banda comenzó a escribir material para su próximo álbum en El Paso, Texas. El mes siguiente, se grabaron demos con el objetivo de lanzar un nuevo álbum más adelante en el año. La grabación comenzó en octubre con el productor Eric Valentine en Barefoot Recording en Hollywood, California y finalizó en enero de 2011.
Taking Back Sunday vendió 27,000 copias en su primera semana de lanzamiento, registrando el número 17 en la lista de Billboard 200. Además, el álbum alcanzó el top 20 en varias otras listas de Billboard. El álbum también se grabó en las regiones inferiores de las listas de álbumes de Australia, Canadá y el Reino Unido. El álbum recibió revisiones generalmente favorables, con varios críticos haciendo comparaciones favorables al álbum debut de la banda, Tell All Your Friends (2002).

## Lanzamiento y promoción
En marzo de 2011, se anunció el lanzamiento de Taking Back Sunday y, un mes después, se lanzó un video musical de "El Paso". En mayo, "Faith (When I Let You Down)" fue lanzado como single, junto con su video musical. 
En junio, "This Is All Now" fue lanzado como su primer sencillo, y el 28 de junio, Taking Back Sunday fue lanzado a través de Warner Bros. y Sire Records . La banda se embarcó en una gira por los Estados Unidos con Thursday en junio y julio. 
En julio, se lanzó un vídeo musical para "Faith (When I Let You Down)" con imágenes de la banda grabando y actuando en el festival The Bamboozle, seguido por el lanzamiento del sencillo "You Got Me" en agosto. En octubre y noviembre se realizó una gira de otoño en Estados Unidos, seguida de un video musical de "You Got Me" en el último mes. 
En marzo de 2012, se lanzó un vídeo musical para "This Is All Now". La banda tuvo un lugar destacado en la edición 2012 de Warped Tour entre junio y agosto.

## Lista de canciones
| N.º | Título                                 | Duración |  |
| 1.  | «El Paso»                              | 3:17     |  |
| 2.  | «Faith (When I Let You Down)»          | 3:09     |  |
| 3.  | «Best Places to Be a Mom»              | 3:32     |  |
| 4.  | «Sad Savior»                           | 3:19     |  |
| 5.  | «Who Are You Anyway?»                  | 3:33     |  |
| 6.  | «Money (Let It Go)»                    | 3:08     |  |
| 7.  | «This Is All Now»                      | 4:04     |  |
| 8.  | «It Doesn't Feel a Thing Like Falling» | 3:55     |  |
| 9.  | «Since You're Gone»                    | 4:09     |  |
| 10. | «You Got Me»                           | 3:21     |  |
| 11. | «Call Me in the Morning»               | 3:59     |  |

| iTunes deluxe version bonus tracks |                                                              |          |  |
| N.º                                | Título                                                       | Duración |  |
| 12.                                | «You Should Have Waited» (old demo/new demo)                 | 2:59     |  |
| 13.                                | «Great Romances of the 20th Century» (acoustic version 2011) | 3:47     |  |
| 14.                                | «Ghost Man on Third» (acoustic version 2011)                 | 4:03     |  |

| Limited edition bonus disc |                                                                     |          |  |
| N.º                        | Título                                                              | Duración |  |
| 1.                         | «Mackey Sasser & Steve Balboni Ride Again» (demo)                   | 3:13     |  |
| 2.                         | «Semi-Automatic» (demo)                                             | 3:37     |  |
| 3.                         | «Morning Sickness» (demo)                                           | 5:07     |  |
| 4.                         | «Not Going Anywhere» (demo)                                         | 3:40     |  |
| 5.                         | «You Should Have Waited» (old demo/new demo)                        | 2:59     |  |
| 6.                         | «You Were Right» (demo)                                             | 3:37     |  |
| 7.                         | «Adam & John Talk About "Mackey Sasser & Steve Balboni Ride Again"» | 10:00    |  |
| 8.                         | «Adam & John Talk About "Semi-Automatic"»                           | 9:41     |  |
| 9.                         | «Adam & John Talk About "Morning Sickness"»                         | 8:58     |  |
| 10.                        | «Adam & John Talk About "Not Going Anywhere"»                       | 7:22     |  |
| 11.                        | «Adam & John Talk About "You Should Have Waited"»                   | 6:39     |  |
| 12.                        | «Adam & John Talk About "You Were Right"»                           | 8:15     |  |

## Posicionamiento en lista
| Lista (2011)                    | Posiciones |
| ------------------------------- | ---------- |
| Australian Albums Chart         | 49         |
| Canadian Albums Chart           | 57         |
| UK Albums Chart                 | 87         |
| US Billboard 200                | 17         |
| US Billboard Alternative Albums | 3          |
| US Billboard Digital Albums     | 14         |
| US Billboard Tastemaker Albums  | 14         |
| US Billboard Top Rock Albums    | 4          |

## Créditos
- Eddie Reyes – guitarra
- Mark O'Connell – batería
- Shaun Cooper – bajo
- John Nolan – guitarra, piano, teclados, cantante
- Adam Lazzara – cantante